# بوم تكنولوجي
بووم تكنولوجي (بالإنجليزية: Boom Technology)‏ هي شركة أمريكية تصمم طائرة أسرع من الصوت بسرعة ماخ 1.7 (1,800 كم / ساعة; 1000 عقدة)، بسعة 55 راكب. أُطلق عليها اسم بوم أوفرتشر، من المخطط أن يصل مدى الطائرة إلى 4250 ميل بحري (7870 كم) ومن المتوقع تقديمها في عام 2029.
بعد احتضانها بواسطة Y Combinator في عام 2016، جمعت بووم تكنولوجي 51 مليون دولار من رأس المال الاستثماري في عام 2017، و 100 مليون دولار بحلول يناير 2019.

## تاريخ الشركة
تأسست الشركة في دينفر في عام 2014، شاركت في برنامج حاضنة الشركات الناشئة واي كومبناتور في أوائل عام 2016، قام بتمويلها: سام ألتمان،و Eight Partners ،و Seraph Group ،و Y Combinator وآخرون.
في مارس 2017 ، تم استثمار 33 مليون دولار من قبل عدة صناديق استثمارية: صندوق الاستمرارية (Continuity Fund)، RRE Ventures، بالم درايف فينتشرز، 8VC و Caffeinated Capital. حصلت بووم على 41 مليون دولار من إجمالي التمويل بحلول أبريل 2017. في ديسمبر 2017، استثمرت الخطوط الجوية اليابانية 10 ملايين دولار ، مما أدى إلى زيادة رأس مال الشركة إلى 51 مليون دولار، وهو ما يكفي لبناء نموذج "XB-1 Baby Boom" واكمال اختباراه ولبدء أعمال التصميم المبكرة للطائرة ذات الـ 55 مقعدًا. في يناير 2019، جمعت بووم مبلغًا إضافيًا قدره 100 مليون دولار، ليصل المجموع إلى 151 مليون دولار، للتخطيط لأول رحلة للنموذج في وقت لاحق في عام 2019.
في يناير 2022، أعلنت الشركة عن خطط لبناء منشأة تصنيع تبلغ مساحتها 400 ألف قدم مربع على موقع بمساحة 65 فدانًا في مطار بيدمونت ترياد الدولي في جرينسبورو بولاية نورث كارولينا.

## المشاريع

### XB-1 بيبي بووم
تعتبر الـ XB-1 Baby Boom نموذج الثلث لطائرة أوفرتشر افتتاحية (مسرح)، مصممة للوصل لسرعة ماخ 2.2 ، مع مدى يزيد عن 1000 ميل بحري (1900 كم)، وسيتم تشغيلها بثلاثة محركات J85 دفع جاف من جنرال إلكتريك، ومن المتوقع أن يتم اختبار الطيران في عام 2022.

### طائرة Overture
هي طائرة أسرع من الصوت من المقترح أن تصل سرعتها إلى ماخ 1.7 (1000 عقدة ؛ 1800 كم / ساعة)، بسعة 65 إلى 88 راكبًا بمدى مُستهدف يبلغ 4,250 ميل بحري (7,870 كم). مع 500 مسار قابل للتطبيق، تشير بوم بأنه قد يكون هناك سوق لـ 1000 طائرة أسرع من الصوت بأسعار درجة رجال الأعمال. قررت بووم استخدام تكوين جناح دلتا المستخدم سابقاً في طائرة الكونكورد والاستفادة من المواد المركبة. سيتم تشغيل الطائرة بواسطة ثلاثة محركات توربينية جافة تؤدي دفعا يتراوح ما بين 15000 و 20000 رطل (67-89 كيلو نيوتن).
في سبتمبر 2020، أعلنت الشركة أنه تم التعاقد معها لتطوير طائرة أفيرشر لاستخدامها المحتمل كطائرة الرئاسة الأميركية. قدر الرئيس التنفيذي لشركة بووم Blake Scholl أن الرحلات الجوية على طائرة أوفيرشر ستكون متاحة في عام 2030."
في يناير 2021، أعلنت بووم عن خطط لبدء رحلات تجريبية للطائرة في عام 2026. في يونيو، أعلنت شركة يونايتد إيرلاينز أنها وقعت صفقة لشراء 15 طائرة من طراز Boom Overture ، مع خيار شراء 35 طائرة أخرى مستقبلاً. من المقرر أن تبدأ الطائرة بالخدمة بحلول العام 2029.

## روابط خارجية
- الموقع الرسمي